# 4-Метилимидазол
4-метилимидазол (4-MEI) — гетероциклическое органическое соединение. Является производным имидазола, в котором атом водорода в 4-м положении замещен на метильную группу. Слегка жёлтое твёрдое вещество.
4-метилимидазол образуется в продуктах в результате реакции Майяра между сахарами и соединениями, содержащими аминогруппу. Например, 4-метилимидазол образуется в жареных продуктах, карамели, при карамелизации, в процессе ферментации.

## Получение
4-метилимидазол может быть синтезирован в реакции Дебуса-Радзижевского при взаимодействии аммиака и формальдегида. Также может быть получен в реакции гидроксиацетона и формамида в среде аммиака.

## Влияние на здоровье
Интерес к 4-метилимидазолу был проявлен из-за того, что это вещество было обнаружено в карамельных красителях, которые обычно используют при приготовлении пищевых продуктов и напитков, как правило, в концентрации от 50 до 700 частей на миллион (ppm). Тёмное пиво, Coca-Cola, Pepsi и Dr. Pepper могут содержать более чем 100 мкг 4-метилимидазола на 300-мл порцию.
В очень высоких дозах (360 мг/кг массы тела) 4-метилимидазол вызывает судороги у кроликов, мышей и куриц, и, по-видимому, вызывает острое отравление у скота, получающего пищевые добавки с аммонизированными сахарами. С другой стороны, несколько исследований не показали болезнетворного воздействия на крыс и собак в концентрациях, сопоставимых с карамельными красителями. Другое исследование показало канцерогенное действие на крыс. По данным исследований, карамельные красители всех типов являются относительно безопасными, в странах Евросоюза разрешено содержание 4-метилимидазола в карамельных красителях в концентрации до 250 мг/кг.
В 2007 году исследование National Toxicology Program показало, что высокие дозы 4-метилимидазола являются канцерогенными для мышей и самок крыс. Похожий эффект был получен для изомера 2-метилимидазола, также обнаруженного в карамельных красителях. Заявлено, что снижение числа опухолей в исследовании 2008 года было связано с более низкой массой тела животных, но не с противораковым действием.
В январе 2011 года в Калифорнии 4-метилимидазол был внесен в список возможных канцерогенных веществ en:California Proposition 65 (1986), с указанием, что приём 16 мкг вещества в день не имеет значительной опасности. Указанное количество вещества намного меньше, чем среднее потребление вещества лицами, употребляющими кока-колу и пепси. Пищевая индустрия выступила против данного решения, указывая на необходимость появления дополнительных предупреждений на многих продуктах, а также поставила под сомнение обоснованность данных, полученных NTP. В марте 2012 Coca-Cola и Pepsi сообщили об изменениях в производстве карамельных красителей: для соответствия новым стандартам Калифорнии напитки, продающиеся в Калифорнии, уже соответствуют новым требованиям. По состоянию на март 2012, способ изготовления карамельных красителей, применяющихся в Европе, не изменен, содержание 4-метилимидазола сохраняется на прежнем уровне.